# Троицкое (Княгининский район)
Троицкое — село в Княгининском районе Нижегородской области России. Входит в состав Ананьевского сельсовета.

## География
Село находится на юго-востоке центральной части Нижегородской области, в зоне хвойно-широколиственных лесов, к западу от реки Урги, при автодороге 22К-0044, на расстоянии приблизительно 16 километров (по прямой) к востоку от Княгинина, административного центра района. Абсолютная высота — 110 метров над уровнем моря.
Климат
Климат характеризуется как умеренно континентальный, с коротким тёплым летом и холодной снежной зимой. Среднегодовая температура — 3,6 °C. Средняя температура воздуха самого тёплого месяца (июля) — 18,7 °C (абсолютный максимум — 37 °C); самого холодного (января) — −12 °C (абсолютный минимум — −45 °C). Среднегодовое количество атмосферных осадков составляет около 582 мм, из которых 65 % выпадает в тёплый период.
Часовой пояс
Село Троицкое, как и вся Нижегородская область, находится в часовой зоне МСК (московское время). Смещение применяемого времени относительно UTC составляет +3:00.

## История
В XVIII веке обширными имениями в Нижегородской губернии владел Павел Сергеевич Гагарин, который был женат на Татьяне Ивановне Плещеевой, через которую во владение Гагариных поступило село Троицкое. Затем оно перешло к его сыну Павлу, который имел 7 сыновей и дочь. В дальнейшем, село Троицкое при разделе досталось одному из его сыновей — Сергею Павловичу Гагарину (1818—1870), который и был здесь похоронен в фамильном склепе склепе рядом с Троицким храмом. 

## Население
| 2002 | 2010 |
| ---- | ---- |
| 376  | ↘348 |

Национальный состав
Согласно результатам переписи 2002 года, в национальной структуре населения русские составляли 89 %.